# Moitié-moitié (téléfilm)
Pour les articles homonymes, voir Moitié-moitié.
Pour plus de détails, voir Fiche technique et Distribution.
Moitié-moitié est un téléfilm français réalisé par Laurent Firode et diffusé le 13 novembre 2004 sur France 3.

## Fiche technique
- Date de sortie : 13 novembre 2004 (France)
- Titre original : Moitié-moitié
- Réalisateur :Laurent Firode
- Scénariste : Thierry Bourcy et Catherine Ramberg, d'après une idée de Pascale Breton
- Sociétés de production : Cinétévé, France 3
- Productrice: Fabienne Servan-Schreiber
- Producteurs exécutifs : Anne Claeys, Jean-Pierre Fayer, Francis Cloiseau
- Montage : Edith Paquet
- Décors : Muriel Wahnoun
- Costumes : Cécile Dulac
- Chef accessoiriste : Stéphane Laurent
- Accessoiristes : Raoul Ampuero, Chritel Chevalier
- Directeur de la photographie : Bruno Romiguiere
- Cadreur : Patrick Estienne
- Musique : Peter Chase
- Ingénieur du son : Daniel Banaszac
- Coordinateur cascades : Gilles Conseil
- Photographe de plateau : Marie-Laurence Harot
- Genre : Comédie
- Durée : 90 minutes

## Distribution
- Roland Magdane : Michel Hornoy, le maire un peu macho de Tourneries
- Valérie Mairesse : Françoise Hornoy
- Eric Savin : Christophe Da Silva
- Valérie Kaprisky : Elizabeth Da Silva, l'ancienne colistière du maire qui décide de présenter sa propre liste
- Valérie Vogt : Maryse Joffrin, la femme d'un garagiste, l'ancienne maîtresse du maire
- Husky Kihal : Patrice Boubil
- Frédéric Bouraly : Cécé
- Lyse Firode : Léa Da Silva
- Frédérique Cantrel : Édith Carle
- Jean-François Gallotte : Vincent Godet
- Max Morel : Le collègue
- Philippe Person : André Lahaie
- François Borysse : Marcel
- Irène Ismaïloff : La secrétaire de la mairie
- Karen Alyx : Delphine Hornoy
- Saïda Bekkouche : Houria
- Maurice Berland : Mr Joffrin
- Thierry Bertein : Brigadier
- Dennis Karl Berthe : le Gendarme
- Antar Boudache : Manu
- Charles-Antoine Decroix : le Jeune conseiller
- Caroline Dhellemmes : la Conseillère
- Gabriel Do Paço : Duval
- Valentine Erlich : La femme avec le bébé
- Pierre Firode : Jérome Da Silva
- Isabelle Goethals Carre : Femme de la liste
- Simon Heulle : Élève 1
- Patricia Hugo : Geneviève
- Eric Leblanc : Albert
- Marie Lecuziat : Sandrine
- Jimmy Marterne :	l'adolescent
- Julien Waelkens : Élève 2
- Eric Sebakhi : Le Marchand
- Catherine Routier : Fille de la liste
- Richard Perez : le client du garage